# N77 (België)
De N77 is een gewestweg in de provincie Limburg tussen Genk en de Nederlandse grens nabij Maastricht.

## Traject
De N77 start in het centrum van Genk bij de N75a. De weg loopt dan in zuidoostelijke richting tot bij de N750. Vervolgens gaat de weg verder richting Zutendaal. Het kruispunt met de N730 ia als rotonde uitgevoerd. Na deze rotonde gaat het verder naar het centrum van Zutendaal. Bij het gehucht Bessemer ligt de gemeentegrens Zutendaal - Lanaken. Hier begint de afdaling van het Kempens Plateau naar de Maasvallei. In het centrum van Lanaken is er het kruispunt met de N78a en iets verder gaat de weg een viaduct op. Dit viaduct leidt over de N78, die dus niet direct aangesloten is op de N77, maar wel via een soort afrit/oprit bereikt kan worden. Het viaduct loopt na de N78 ook nog over het Kanaal Briegden-Neerharen. Vervolgens bereikt de weg de Lanakense wijk Smeermaas, waar er een kruispunt is met de N766. Na dit kruispunt loopt de weg over de Zuid-Willemsvaart en niet veel verder eindigt de weg op de Nederlandse grens, naast de Maas.

## Plaatsen langs de N77
- Genk
- Daal
- Zutendaal
- Bessemer
- Lanaken
- Smeermaas

## N77a
De N77a is een aftakking van de N77 in Lanaken. De N77a vormt samen met de N77b de oude route van de N77. De route heeft een lengte van ongeveer 2,9 kilometer en begint ten westen van Lanaken en eindigt bij de Maas.

## N77b
De N77b is een aftakking van de N77 in Smeermaas. De N77b vormt samen met de N77a de oude route van de N77. De N77b heeft een lengte van ongeveer 550 meter en gaat over de Nijverheidslaan.